# 11585 Orlandelassus
11585 Orlandelassus este un asteroid din centura principală de asteroizi.

## Descriere
11585 Orlandelassus este un asteroid din centura principală de asteroizi. A fost descoperit pe 3 septembrie 1994 la Observatorul La Silla de Eric Walter Elst. Asteroidul prezintă o orbită caracterizată de o semiaxă mare de 2,87 ua, o excentricitate de 0,07 și o înclinație de 2,6° în raport cu ecliptica.